# Ottsee
Der Ottsee ist ein kleines natürliches Gewässer im Stadtgebiet von Biesenthal im Brandenburger Landkreis Barnim. Er liegt etwa 950 Meter westlich des Stadtzentrums im Süden der Bebauung an der Lanker Straße, etwa auf Höhe des nördlich gelegenen Abzweigs der Ruhlsdorfer Straße.
Der Ottsee hat eine Fläche von ungefähr einem halben Hektar. Der nördliche Uferbereich ist durch dort befindliche Privatgrundstücke nicht öffentlich zugänglich. An den anderen Seiten ist der See von größeren Verlandungszonen umgeben, die eine Annäherung an das Gewässer stark erschweren.
Der fast verlandete Abfluss des Sees an dessen Ostseite führt zur Finow, die südöstlich am Ottsee vorbeifließt. Der Zufluss in den See ist durch den Verlandungsvorgang kaum noch wasserführend.